# Броусек, Антонин
Антонин Броусек (чеш. Antonín Brousek; 25 сентября 1941[…], Прага[…] — 1 мая 2013[…], Йиндржихув-Градец) — чешский поэт, переводчик и литературный критик.
Сын железнодорожника и швеи. В 1958—1961 гг. изучал чешскую и русскую филологию в Карловом университете, пока не оставил учёбу по собственному желанию. Работал редактором в журналах и издательствах, в литературной редакции Чехословацкого радио, затем был призван на военную службу, которую проходил в 1965—1967 гг. в качестве редактора в журнале «Чехословацкий воин»; в этот период в составе литературной делегации посетил Сибирь. После демобилизации поступил на работу в журнал Literární noviny. В 1963 и 1966 гг. вышли две первые книги стихов Броусека.
Во время вторжения советских войск в Чехословакию опубликовал 22 августа 1968 года в Literární noviny стихотворение «Что ж, вот и вы… пожалуйте!..» (чеш. Tak už jste tady… vítejte!..), сопоставляющее это событие с предательством Христа Иудой. В 1969 г. вместе с женой и семилетним сыном выехал в Западную Германию по студенческой визе, для годичного обучения в Штутгарте, и более в социалистическую Чехословакию не возвращался. Подготовленные к печати третья книга стихов, сборник стихотворений для детей и сборник переводов из Фридриха Гёльдерлина так и не вышли, сокращённый перевод поэмы Себастьяна Бранта «Корабль дураков» был издан в 1970 г. за подписью другого автора, Йозефа Брукнера, согласившегося таким образом содействовать появлению книги в печати. На долгие годы имя Броусека было на родине запрещено.
После года в Штутгарте Броусек в 1970—1976 гг. продолжал образование в Тюбингенском университете и в Западном Берлине, изучая славистику, германистику и сравнительное литературоведение, защитив в итоге дипломную работу «Советская лирика после смерти Сталина» (нем. Sowjetlyrik nach Stalins Tod (1953—1958)). В 1979—1987 гг. преподавал в Кёльнском университете, затем до 1997 г. в Гамбургском университете, в 1994 г. защитил докторскую диссертацию. В годы эмиграции выпустил в Канаде четыре книги стихов и сборник статей об официальной чехословацкой литературе (1979, в соавторстве с Йозефом Шкворецким).
После 1989 г. публиковался и в Чехословакии, жил отчасти в Германии, отчасти на родине (сперва в Праге, после 2006 г. в городе Тршебонь). В начале 1990-х гг. выпустил несколько изданий своей поэзии за предыдущие годы, в 2003 г. — книгу новых стихов. Публиковал также статьи о литературе, переводы из Константиноса Кавафиса и Всеволода Некрасова. Составил несколько сборников и антологий, способствовал публикации стихотворений Ивана Блатного.
Лауреат Премии Ярослава Зейферта (1995).
Жена, Маркета Броускова (чеш. Markéta Brousková) — критик и литературовед. Сын, также Антонин Броусек, — переводчик, известен новым переводом «Похождений бравого солдата Швейка» Ярослава Гашека на немецкий язык (2014).